# Oedignatha microscutata
Oedignatha microscutata là một loài nhện trong họ Corinnidae.
Loài này thuộc chi Oedignatha. Oedignatha microscutata được Eduard Reimoser miêu tả năm 1934.